# 伊雷塔马
伊雷塔马是巴西巴拉那州的一个市镇。总面积570.459平方公里，总人口11503人，人口密度20.2人/平方公里。